# Muzeum textilu v České Skalici
Textilní muzeum v České Skalici v okrese Náchod bylo svého času jediné z českých muzeí specializované na historii textilní výroby. Jeho expozice a sbírky představovaly jedinečný soubor dokladů vývoje textilnictví, zvláště textilního tisku, v Česku i v zahraničí. Muzeum pravidelně pořádalo výstavy.

## Historie
Textilní muzeum bylo založeno v roce 1936 ve Dvoře Králové nad Labem ředitelem kreslírny firmy Josef Sochor Mariem Standlerem. V letech 1953‒1962 působilo jako pobočka pražského Uměleckoprůmyslového muzea v Praze. V letech 1963‒2007 byla sbírka zařízením královéhradeckého textilního podniku TIBA.
Na počátku 80. let 20. století byly sbírky převezeny ze Dvora Králové do České Skalice. Muzeum textilu v České Skalici bylo veřejnosti zpřístupněno v roce 1990 po dlouholeté rekonstrukci prostor, které pro něj byly určeny.
Muzeum se od roku 2008 stalo opět pobočkou Uměleckoprůmyslového musea v Praze. Muzeum bylo v nájmu v části prostor budovy muzea Boženy Němcové. V roce 2016 bylo vynaloženo na provoz přibližně 2 mil. Kč, zatímco výnosy ze vstupného činily jen necelých 70 tisíc Kč.
Muzeum bylo pro nedostatek finančních prostředků na provoz uzavřeno k 31. březnu 2017. Nakonec však od 3. dubna 2017 zůstaly dvě třetiny expozice k vidění ve dvou podlažích bývalého českoskalického kláštera voršilek, neboť Uměleckoprůmyslové muzeum podepsalo smlouvu s Muzeem Boženy Němcové v České Skalici o bezplatném zapůjčení zmenšené expozice až do konce roku 2017, s možným dalším prodloužením.
Vybrané exponáty byly v roce 2019 převezeny do nově vzniklé Expozice textilního tisku, spravované Městským muzeem ve Dvoře Králové nad Labem.

## Expozice
Expozice představovala mj. spolupráci výtvarných umělců (např. Mikoláše Alše, Josefa Čapka, Karla Svolinského, Aloise Fišárka, Jiřího Trnky) s textilním tiskem, fragmenty tkanin křesťanských potomků starých Egypťanů Koptů a dělnické hnutí v kartounkách a textilních tiskárnách v letech 1781–1897. K vidění bylo také zařízení dílny modrotiskaře, vzorkaře a rytce tiskacích válců, provozuschopný tkalcovský stav, perotina, válcový tiskací stroj a stůl pro mechanizovaný filmový tisk. Mezi nejcennější exponáty sbírky patřil nástěnný koberec o ploše takřka 10 m2 vytvořený textilním tiskem.
- Bavlnářství ve východních Čechách
- Spolupráce výtvarných umělců s textilním tiskem
- Historie textilní výroby v českých zemích do konce 18. století
- Historie textilního tisku a pomocných technologií v manufakturách a továrnách